# Kartų solidarumo sąjunga – Santalka Lietuvai
Kartų solidarumo sąjunga – Santalka Lietuvai (KSS-SL, dt. Union der Solidarität zwischen den Generationen – Zusammenhalt für Litauen) ist eine konservative politische Partei in Litauen.

## Geschichte
2007 wurde die Partei der Rentner Litauens (Lietuvos pensininkų partija) in der zweitgrößten litauischen Stadt Kaunas gegründet. Der Vorsitzende war Vytautas Jurgis Kadžys (* 1942). 2011 nahm die Partei an der Kommunalwahl in den Stadtgemeinden Kaunas, Vilnius, Šiauliai sowie in den Rajongemeinden Šakiai und Vilkaviškis erfolglos teil. Sie erhielt insgesamt 4136 Stimmen.
Im Januar 2020 wurde Kartų solidarumo partija zu Kartų solidarumo sąjunga – „Santalka Lietuvai“. Der neue Leiter ist der Philosoph Arvydas Juozaitis. Zu den Stellvertretern wurden Juozas Imbrasas und Jurgis Kadžys gewählt.
2020 nimmt die Partei bei der Parlamentswahl in Litauen 2020 teil.